# Grisin de Chapman
Drymophila striaticeps
Espèce
Répartition géographique
Statut de conservation UICN

 LC  : Préoccupation mineure
Le Grisin de Chapman (Drymophila striaticeps) est une espèce de passereaux de la famille des Thamnophilidae.
Cet oiseau est répandu à travers les Andes boréales.